# Morti nel 1222
| Questa pagina contiene informazioni ricavate automaticamente dalle voci biografiche con l'ausilio del template Bio e di un bot. L'aggiornamento è periodico e automatico e ricostruisce completamente la pagina. Se manca una persona in questa lista, sei pregato di non aggiungerla, ma accertati piuttosto che la sua voce biografica contenga il template Bio e che i dati anagrafici siano correttamente compilati. Se il template Bio manca, inseriscilo tu stesso o, in alternativa, metti l'avviso {{tmp\|Bio}} che ne segnala la mancanza. Se i dati riportati sono sbagliati, correggi direttamente la voce biografica; le modifiche saranno visibili in questa lista entro pochi giorni. Per chiarimenti vedi il progetto biografie. La lista contiene solo le 14 persone che sono citate nell'enciclopedia e per le quali è stato implementato correttamente il template Bio. Pagina aggiornata al 10 ago 2025. |

- 22 gennaio - Erveo IV di Donzy, nobile francese (n. 1173)
- 1º febbraio - Alessio I di Trebisonda, imperatore bizantino (n. 1182)
- 4 febbraio - Guglielmo I d'Olanda, nobile olandese
- 10 marzo - Giovanni I di Svezia, re (n. 1201)
- 23 giugno - Costanza d'Aragona, regina (n. 1183)
- 2 agosto - Raimondo VI di Tolosa, trovatore francese (n. 1156)
- 12 agosto - Vladislao III Enrico di Boemia, nobile (n. 1160)
- Michele Coniata, storico e vescovo ortodosso bizantino (n. 1138)
- Évrard de Fouilloy, vescovo cattolico francese
- Guido II d'Alvernia, conte
- Robert de Luzarches, architetto francese (n. 1180)
- Manuele I Caritopulo, arcivescovo ortodosso bizantino
- Maria de Ventadorn, mecenate e trobairitz francese
- Yab-Alaha II, vescovo cristiano orientale siro